# Lilian Todd
Emma Lilian Todd (12 giugno 1865 – 26 settembre 1937) è stata un'inventrice statunitense.
Emma Lilian Todd, originaria di Washington, DC e in seguito di New York City, è stata un'inventrice autodidatta cresciuta con un amore per i dispositivi meccanici. Il numero del New York Times del 28 novembre 1909 la identificò come la prima donna al mondo a progettare aeroplani, attività che iniziò nel 1906, o anche prima. Nel 1910, il suo ultimo progetto volò, collaudato da Didier Masson.

## Infanzia
Todd nacque a Washington, DC, il 12 giugno 1865. Nel censimento degli Stati Uniti del 1870 la troviamo come "Lily", residente nella capitale degli Stati Uniti con la madre Mary Todd e la sorella Cora. Tuttavia, suo padre non è menzionato nel censimento. Nel numero di novembre 1909 di Woman's Home Companion, un articolo autobiografico menziona suo nonno (probabilmente da parte di madre), dal quale ereditò il suo talento meccanico e inventivo. Il certificato di morte di Todd elenca il cognome da nubile di sua madre come "Unknown Reynolds" e quello di suo padre come "Unknown Todd".

## Età adulta
Todd studiò a Washington, DC, e imparò da sola a scrivere a macchina per guadagnarsi da vivere. Il suo primo impiego fu presso l'ufficio brevetti statunitense, ma lo lasciò due anni dopo per lavorare nell'ufficio del governatore della Pennsylvania (nel suo articolo sostiene di essere stata la prima donna a ricevere un incarico nel dipartimento esecutivo di quello stato). Poi tornò a New York per continuare il suo lavoro sui brevetti, iniziò a studiare legge e divenne membro della prima Woman's Law Class della New York University (circa 1890). Nel 1896 le fu rilasciato un brevetto per un portacopie per macchina da scrivere (numero 553292) che condivise con George W. Parker. In seguito, durante la guerra ispano-americana, Todd lavorò come segretaria del direttore generale della Women's National War Relief Association.
Dopo il 1903 circa, Todd rivolse la sua attenzione ai "giocattoli meccanici e aeronautici". Fu ulteriormente ispirata dopo aver visto dei dirigibili a Londra e alla Louisiana Purchase Exposition del 1904 a St. Louis, nonché uno schizzo di un aeroplano su un giornale parigino del 1906. Più tardi quello stesso anno, Todd attirò l'attenzione nazionale quando espose il suo primo progetto al Madison Square Garden in una mostra di aeroplani. Tra coloro che si interessarono al lavoro di Todd c'era anche la filantropa Olivia Sage, vedova del finanziere e politico Russell Sage. La signora Sage divenne la protettrice di Todd e le diede 7.000 dollari per progettare e costruire il suo aereo. Il primo biplano a grandezza naturale di Todd iniziò la costruzione già nell'autunno del 1908 da parte dei fratelli Wittemann di Staten Island.

### Aereo
La struttura era realizzata in abete rosso a venature dritte, il rivestimento superiore delle ali era in mussola, quello inferiore in tela d'anatra militare da sette once. Il filo di pianoforte teneva insieme le ali. L'aereo aveva due posti ed aveva 36 ft (11 m) di lunghezza, alimentato da motore Rinek modificato.
Rendendosi conto dell'importanza dell'aviazione, nel 1908 Todd fondò il primo Junior Aero Club per promuovere l'istruzione dei futuri aviatori. Il club si riuniva nella residenza di Todd a New York, dove il suo soggiorno era diventato il suo laboratorio ed era decorato con modelli di aerei da lei stessa progettati e altri giocattoli meccanici. A Todd venne anche attribuito il merito di aver inventato e brevettato un mobile con un tavolo pieghevole, un cannone che poteva essere attivato dall'energia solare, una meridiana e un dispositivo eolico che poteva essere attaccato a un albero.
Come menziona nell'articolo del 1909, Todd voleva pilotare il suo aereo e chiese il permesso al Commissario dei lavori pubblici del distretto di Richmond. Prese anche in considerazione l'idea di richiedere un permesso per volare ovunque negli Stati Uniti. Tuttavia il suo permesso è stato negato. Tuttavia, il 7 novembre 1910, l'aereo fece un salto a motore di 20 ft (6,1 m) sopra il campo di aviazione di Garden City con Didier Masson ai comandi, ma non riuscì a mantenere il volo.
La carriera di Todd nella progettazione di aeroplani terminò bruscamente dopo essere stata assunta dalla signora Sage nel gennaio 1911,  nonostante l'interesse della signora Sage per l'aviazione e il finanziamento del biplano di Todd.

## Anni successivi
Dopo la morte della signora Sage, Todd si trasferì a Pasadena, in California, nella prima metà degli anni '20, come riportato nelle registrazioni degli elettori del 1924 e successivi. Nel 1936 si trasferì a Corona del Mar. Todd morì il 26 settembre 1937 all'Huntington Memorial Hospital di Pasadena. Il suo corpo fu cremato e i suoi resti furono inviati a New York dove furono sepolti l'8 giugno 1938, nel cimitero della Moravia a Staten Island.

## Riferimenti nella cultura
Nel 2013 la regista e animatrice Kristina Yee ha creato un cortometraggio intitolato "Miss Todd" con un team di studenti della National Film and Television School: questo è un "cortometraggio di animazione musicale in stop-motion sulla prima donna al mondo a costruire e progettare un aeroplano". Il film è ispirato proprio a E. Lillian Todd e ha vinto la medaglia d'oro per il film straniero agli Student Academy Awards del 2013. Inoltre, il team ha pubblicato un libro intitolato "Miss Todd and Her Wonderful Flying Machine", pubblicato da Compendium, Inc.
Nel 2015, l'artista musicale Elizaveta ha pubblicato il video "Icarus", che presenta interamente l'animazione di "Miss Todd".
Nel 2020, Calkins Creek ha pubblicato un libro illustrato di saggistica su Lilian Todd, WOOD, WIRE, WINGS: Emma Lilian Todd Invents an Airplane, di Kirsten W. Larson, illustrato da Tracy Subisak.